# Vorup Frederiksberg Boldklub
Vorup Frederiksberg Boldklub er en dansk amatør-fodboldklub, baseret i Randers-forstaden Haslund, som spiller i Serie 1 for herrer og Kvindeserien for Kvinder. Klubben, der blev grundlagt 1. maj 1930, spiller sine hjemmekampe på XL Park Vorup – Ulvehøj der har en tilskuerkapacitet på 3.000.

## Historie
Frederiksberg Boldklub blev grundlagt i Randers-forstaden Vorup den 1. maj 1930 som efterfølger til Vorup Boldklub, der gik konkurs i 1927 efter at have eksisteret siden 1915. Den nye klub blev straks optaget i Jydsk Boldspil-Union, og spillede i begyndelsen sine hjemmekampe på sin forgængers hjemmebane. Fra 1931 spillede Frederiksberg Boldklub sine hjemmekampe på en lejet mark, indtil klubben i 1934 indviede sin egen bane samt et klubhus. Samme år blev Frederiksberg Boldklub mestre i JBU's B-række.
I 1949 indviede klubben et nyt stadion, og fik barakker som det tyske militær under 2. Verdenskrig opstillede i Aalborg fragtet til Vorup, hvor de året efter blev indviede som Frederiksberg Boldklub's nye klubhus.
I 1959 blev klubben mestre i JBU's Serie 1, og skiftede året efter navn til Vorup Frederiksberg Boldklub (Vorup FB).
I 1965 blev klubben mestre i Jyllandsserien og sikrede sig oprykning til 3. division. Samme år nåede klubben sensationelt landspokalens kvartfinale, hvor klubben måtte bøje sig med et knebent nederlag til datidens storhold fra Køge. Inden da havde Vorup FB elimineret et andet storhold B 1903. Klubbens næste højdepunkt indtraf i 1996, hvor det blev til oprykning til 2. division og hvor det blandt andet blev til nogle drabelige lokalopgør mod Randers Freja.
Fra 1971 spillede Vorup FB sine hjemmekampe på det større Ulvehøj Idrætscenter i Haslund. Et ny klubhus blev samme år indviet ved siden af, og i 1986 blev det udbygget. Stadionet blev i 2012 omdøbt til XL Park Vorup – Ulvehøj. Stadionet har en kapacitet på 3.000 og en tilskuerrekord på 2.300. Der er blevet lagt en flot kunstgræsbane på stadionet. Det er den første FIFA godkendte kunstgræsbane i landsdelen og den er meget populær, både her i Vorup men den bliver også ofte lejet til udefrakommende. Der er også blevet installeret en storskærm på stadionet, til stor glæde for spillere og tilskuere.
Fra august 1970 begyndte damer også at spille fodbold i tilknytning til Vorup FB, og deltog fra begyndelsen i den turnering der året efter blev etableret i Jylland og Fyn. Allerede i 1971 og 1972 blev Vorup FB’s damer kredsmestre og rykkede dermed op i Jyllandsserien, og da de i 1972, 1973 og 1974 vandt Dagbladets Cup blev de påbudt ikke at spille om den igen da de simpelthen var for gode i forhold til deres konkurrenter.
24. januar 1973 etablerede Vorup FB en egentlig damefodboldafdeling, og samme år blev Vorup FB’s damer mestre i Jyllandsserien og rykkede op i Damedivisionen. Fra 1988 spillede to af klubbens kvinder, Mette Nielsen og Kamma Flæng, på kvindelandsholdet, og Mette Nielsen deltog bl.a. ved VM i Kina i 1991 og Kamma Flæng ved OL i Atlanta i 1996.
I 1991 rykkede Vorup FB’s damer op i 1. division og kvalificerede sig i 1993 til pokalfinalen, men tabte kampen i forlænget spilletid, og på grund af økonomiske problemer måtte klubben i 2000 opgive damefodbold på eliteplan. Siden er økonomien dog kommet på ret køl igen og Vorup FB's damer spillede i flere sæsoner i 1. division. I 2014 rykkede damerne op i den højeste række i Danmark, 3F Ligaen. Holdet spiller nu i Kvindeserie Vest.
1. januar 2003 var Vorup FB én af seks fodboldklubber der grundlagde Randers FC, og Vorup FB's herrer rykkede i 2014 op i Danmarksserien.

## Stadion
Vorup FB spiller sine hjemmekampe på XL Park Vorup – Ulvehøj, der har en stadionkapacitet på 3.000 og en tilskuerrekord på 2.300. Ca. 500 er overdækkede siddepladser.
Efter opførelsen af kunstgræsbane og 19 m2 storskærm er XL Park Vorup flere gange blevet kåret til bedste stadion i serierækkerne.

## Club officials
- Formand: Finn Christiansen
- Administration: Thomas Raaby Pedersen
- Chief Groundsman: Jes Sandberg Petersen

## Trænerteam Jyllandsserie Herrer og Kvinde Jyllandsserie
- Cheftræner Herrer: Svenne Poulsen
- Cheftræner Kvinder: Kent Bargisen

## Tidligere “kendte” spillere
- Poul Hansen (Vorup FB, Randers Freja)
- Henning Hansen (Vorup FB, Randers Freja)
- Edvard Andersen (Vorup FB, Randers Freja)
- Leif Raaby Pedersen (Raasted, Randers Freja, Vorup FB)
- Mette Nielsen (Vorup FB)
- Michael Blom (Vorup FB, AC Horsens, Randers Freja, Hobro, Holstebro og Vejle Boldklub)
- Michael Hansen (Vorup FB, Silkeborg IF)
- Rene Carlsen (Vorup FB, Randers FC, Valur, Fredericia)
- Kamma Flæng (Vorup FB)
- Søren Pedersen (Vorup FB, AGF, Randers FC)
- Thomas Raaby Pedersen (Randers Freja, Vorup FB, Fjordbakken, Strømsgodset, Nybyen BK, FC Dania)
- Kian Christensen (Vorup FB, Randers FC, Hobro)
- Kasper Raaby Pedersen (Randers Freja, Vorup FB, Fjordbakken, Hadsten, Aalborg Chang, GUG)
- John Jensen (Vorup FB, AGF, Sikeborg IF, Randers FC, Hellerup IK)